# جيسيكا هاربر
جيسيكا هاربر (بالإنجليزية: Jessica Harper)‏ (و. 1949 – م) هي ممثلة، ومغنية، وممثلة تلفزيونية، من الولايات المتحدة الأمريكية، ولدت في شيكاغو.

## التعليم
تعلمت في كلية سارة لورانس.

## وصلات خارجية
- جيسيكا هاربر على موقع IMDb (الإنجليزية)
- جيسيكا هاربر على موقع ألو سيني (الفرنسية)
- جيسيكا هاربر على موقع ميوزك برينز (الإنجليزية)
- جيسيكا هاربر على موقع تيرنر كلاسيك موفيز (الإنجليزية)
- جيسيكا هاربر على موقع أول موفي (الإنجليزية)
- جيسيكا هاربر على موقع قاعدة بيانات برودواي على الإنترنت (الإنجليزية)
- جيسيكا هاربر على موقع قاعدة بيانات الأفلام السويدية (السويدية)
- جيسيكا هاربر على موقع إن إن دي بي (الإنجليزية)
- جيسيكا هاربر على موقع ديسكوغز (الإنجليزية)
- جيسيكا هاربر على موقع قاعدة بيانات الفيلم (الإنجليزية)